# Georg Krücke
Georg Krücke (* 8. Juli 1880 in Limburg an der Lahn; † 24. August 1961 in Wiesbaden) war liberaler Politiker (NLP, DVP, FDP). Er war 1930–1933 und 1945–1946 Oberbürgermeister von Wiesbaden.

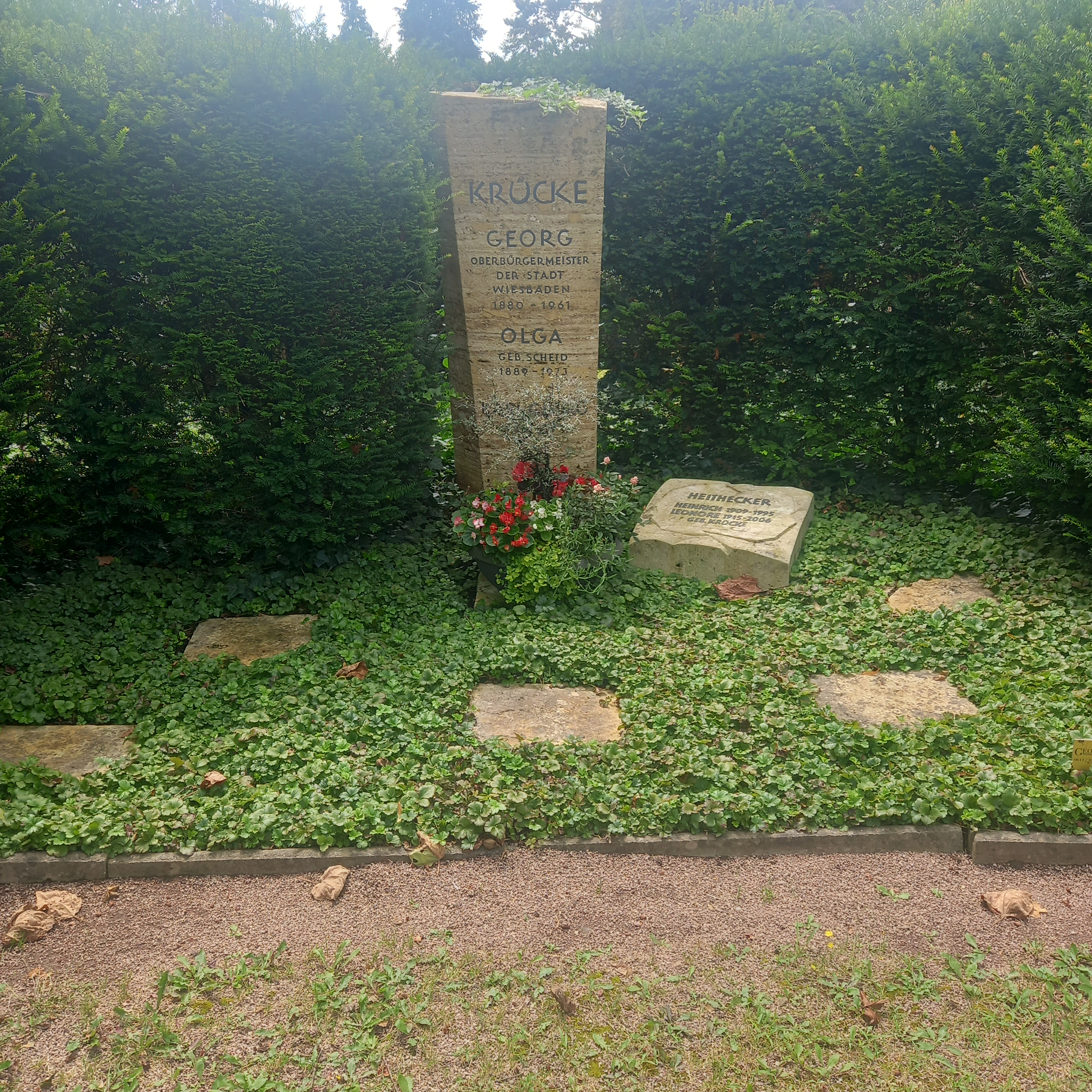
Das Grab von Georg Krücke und seiner Ehefrau Olga geborene Scheid auf dem Südfriedhof (Wiesbaden)

## Leben
Krücke war Sohn eines evangelischen Pfarrers. Nach dem Besuch des Humanistischen Gymnasiums Wiesbaden studierte Krücke 1898 bis 1901 Jura in Lausanne, Göttingen, Berlin und Marburg. Während seines Studiums wurde er Mitglied der AMV Fridericiana Marburg und der AMV Münster. Ab 1906 war er Rechtsanwalt in Limburg, ab 1910 in Wiesbaden. Später war er dort auch Notar.
1906 wurde er Mitglied der Nationalliberalen Partei in Limburg. 1907 wurde er an die Spitze des Ortsverbandes der Partei gewählt. 1914 bis 1930 gehörte er der Wiesbadener Stadtverordnetenversammlung an (DVP), ab 1919 war er Fraktionsvorsitzender der DVP-Fraktion und 1928–1930 stellvertretender Stadtverordnetenvorsteher. 1920 wurde er in den Nassauischen Kommunallandtag gewählt und Mitglied des Landesausschusses.
Ab 28. März 1930 war Krücke Oberbürgermeister von Wiesbaden; aus diesem Amt schied er nach der Machtergreifung der Nationalsozialisten am 3. Juni 1933 „auf Grund vertraglicher Vereinbarung“ aus. Vom 21. April 1945 bis zum 11. August 1946 war er erneut Wiesbadener Oberbürgermeister, 1946–1950 war er Leiter des Amts für Vermögenskontrolle und Wiedergutmachung. 1952 wurde er zum ehrenamtlichen Stadtrat berufen.

## Ehrungen
- 1952 erhielt er das Bundesverdienstkreuz (Steckkreuz)[2]
- 1960 erhielt er das Große Bundesverdienstkreuz
- Georg Krücke wurde 1955 zum Ehrenbürger von Wiesbaden ernannt.
- Im Ortsbezirk Wiesbaden-Rheingauviertel ist die Georg-Krücke-Straße nach ihm benannt.